# Studentské náměstí
Studentské náměstí (dříve též Josefské) je veřejný prostor v Kadani. Nalezneme jej v prostoru před Svatou branou. Historie využívání tohoto prostoru sahá již do 13. a 14. století. V letech 2015 až 2016 proběhla kompletní rekonstrukce a nově vzniklý moderní prostor byl přejmenován na Studentské náměstí.

## Historie

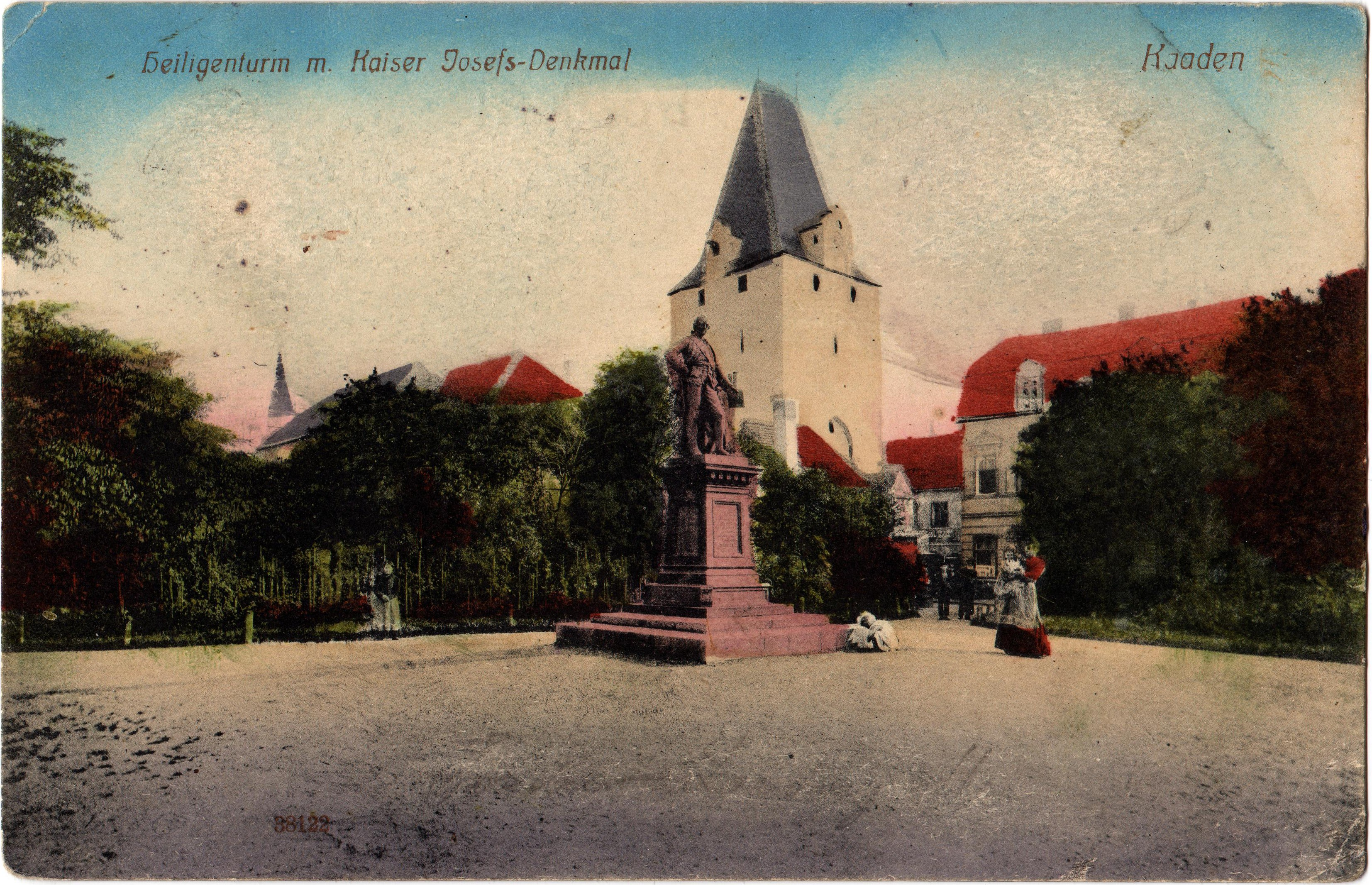
Josefské náměstí - okolo roku 1900

Prostor dnešního Studentského náměstí byl částečně zastavěn zřejmě již před povýšením Kadaně na královské město v polovině 13. století. Postupně zde vznikaly výstavné dvory kadaňských měšťanů. Významnou část prostoru zabíralo též městské opevnění, které zvláště v prostoru mezi Svatou a Prunéřovskou branou bylo velmi komplexní. Rekonstrukce v letech 2015 až 2016 probíhaly pod dohledem archeologů, kteří zde uskutečnili řadu nálezů, například právě včetně základů městského opevnění.
V místech před Svatou branou založil kolem roku 1500 Jan Hasištejnský z Lobkowicz, tehdejší zástavní pán města Kadaně, tzv. Nové Město, předměstskou čtvrť, jejímž centrem se stalo rozsáhlé náměstí, později nazvané Dobytčí trh. Dominantou tohoto náměstí, které se nacházelo právě v místech dnešního Studentského náměstí, byla gotická kovárna, jež sloužila jak měšťanům, tak i kupcům a poutníkům projíždějícím přes Kadaň směrem na Cheb a Norimberk, Přísečnici a Saskou Kamenici, nebo do Žatce a Prahy. Z historických pramenů víme, že dvůr na Novém Městě v Kadani vlastnil ve druhé polovině 16. století například kadaňský měšťan a primas Petr Štěrba ze Štěrbic, vzdělanec, právník, zemský politik a propagátor tzv. České konfese. V blízkosti Dobytčího trhu je v písemnostech k roku 1628 zmíněn zkonfiskovaný dvůr evangelického exulanta Zachariase Aichfelda, ke kterému náležela mimo jiné též sladovna, zahrada, stodola, seník a obytný dům. Během třicetileté války byly budovy na náměstí několikrát vypleněny a vypáleny. Naposledy podlehly velkému požáru města v roce 1811.
Jako předpolí Svaté brány, jedné z hlavních bran původního městského opevnění, se náměstí stalo svědkem řady důležitých událostí. Při návštěvách města projížděli přes dnešní Studentského náměstí a poté skrze Svatou bránu mnohé významné osobnosti. Například čeští panovníci Václav II. (1287, 1295, 1297), Karel IV. (1367, 1374), Václav IV. (1374), Ferdinand I. (1534, 1562), Maxmilián II. (1562), nebo Josef II. (1779). Český a římský král Ferdinand I. Habsburský zde roku 1534 vítal saského kurfiřta Johanna Friedricha. Také tudy v čele švédských vojsk přitáhl do města generál Johan Banér.

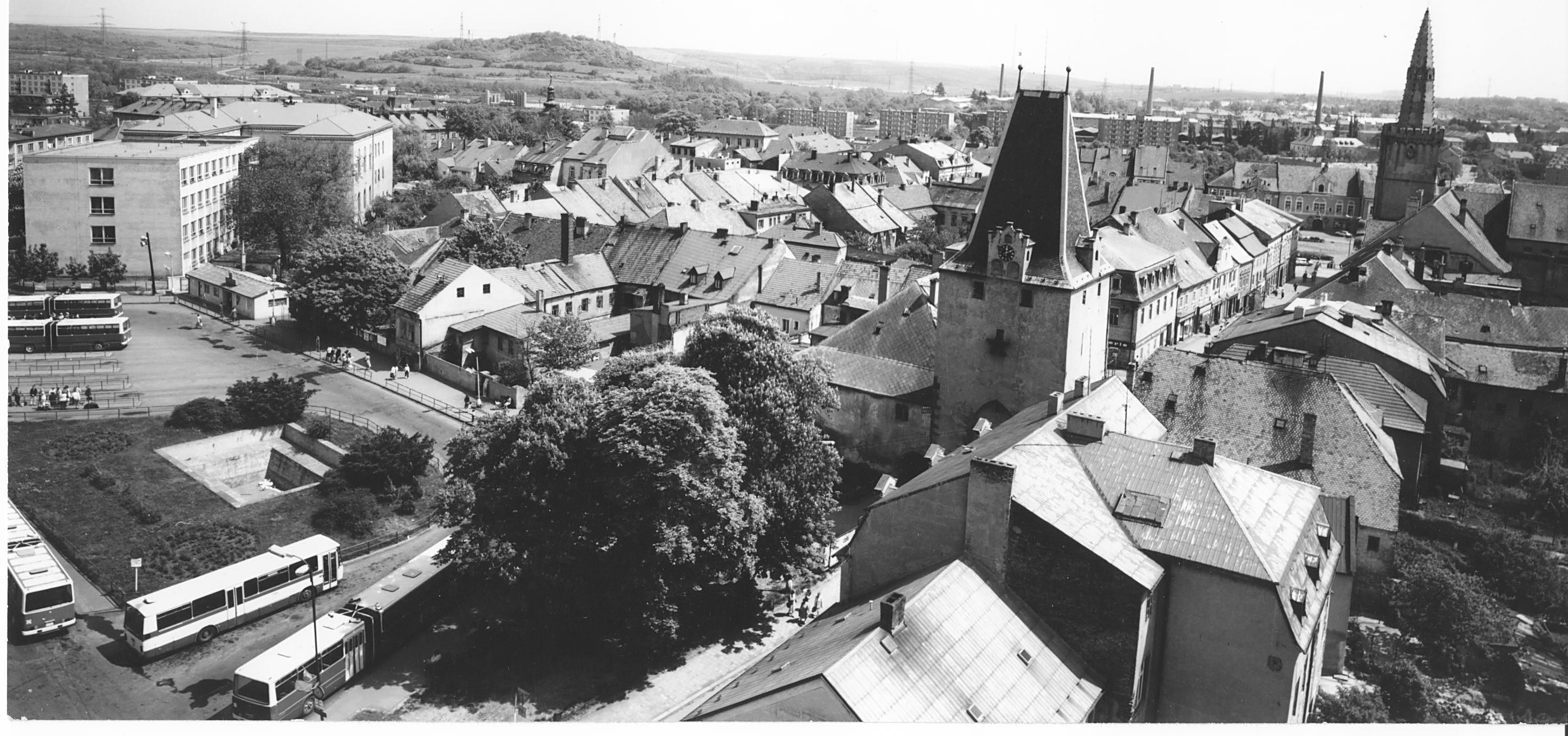
Autobusové nádraží v roce 1989

V průběhu druhé poloviny 19. století docházelo na Novém Městě k rozšiřování a zhušťování zástavby. Roku 1842 byla zbořena část opevnění včetně barbakánů Svaté brány. Od roku 1871 zde pak město vykupovalo pozemky a parcely pro zřízení nového plánovaného parku. V letech 1872 až 1873 byla v blízkosti náměstí postavena nová budova gymnázia (čp. 562), dnes střední průmyslová škola stavební. Roku 1875 pak byly finálně dokončeny parkové úpravy v prostoru mezi gymnáziem a Svatou branou. Celý prostor byl nově pojmenován jako Gymnaziální náměstí.
Dne 21. května 1882 byla na náměstí odhalena litinová socha římského císaře Josefa II., jež byla odlita v moravském Blansku v železárnách knížete Salm-Reifferscheidta. Po vzniku Československa byla císařova socha dle zákona na ochranu republiky nejprve zabedněna a v května 1923 odstraněna, její podstavec byl rozebrán o rok později. V průběhu druhé světové války, kdy byla Kadaň součástí tzv. Sudetské župy, neslo náměstí až do roku 1945 jméno podle německého nacionálně-socialistického násilníka Horsta Wessela. Po skončení druhé světové války náměstí formálně zaniklo a stalo se Komenského ulicí. Později v roce 1958 byl prostor kompletně přeměněn na autobusové nádraží. Kolem roku 1960 došlo na Novém Městě v Kadani k rozsáhlým asanacím, kterým podlehla většina původní historické zástavby. Autobusové nádraží bylo na počátku devadesátých let 20. století přestěhováno na opačnou stranu města.

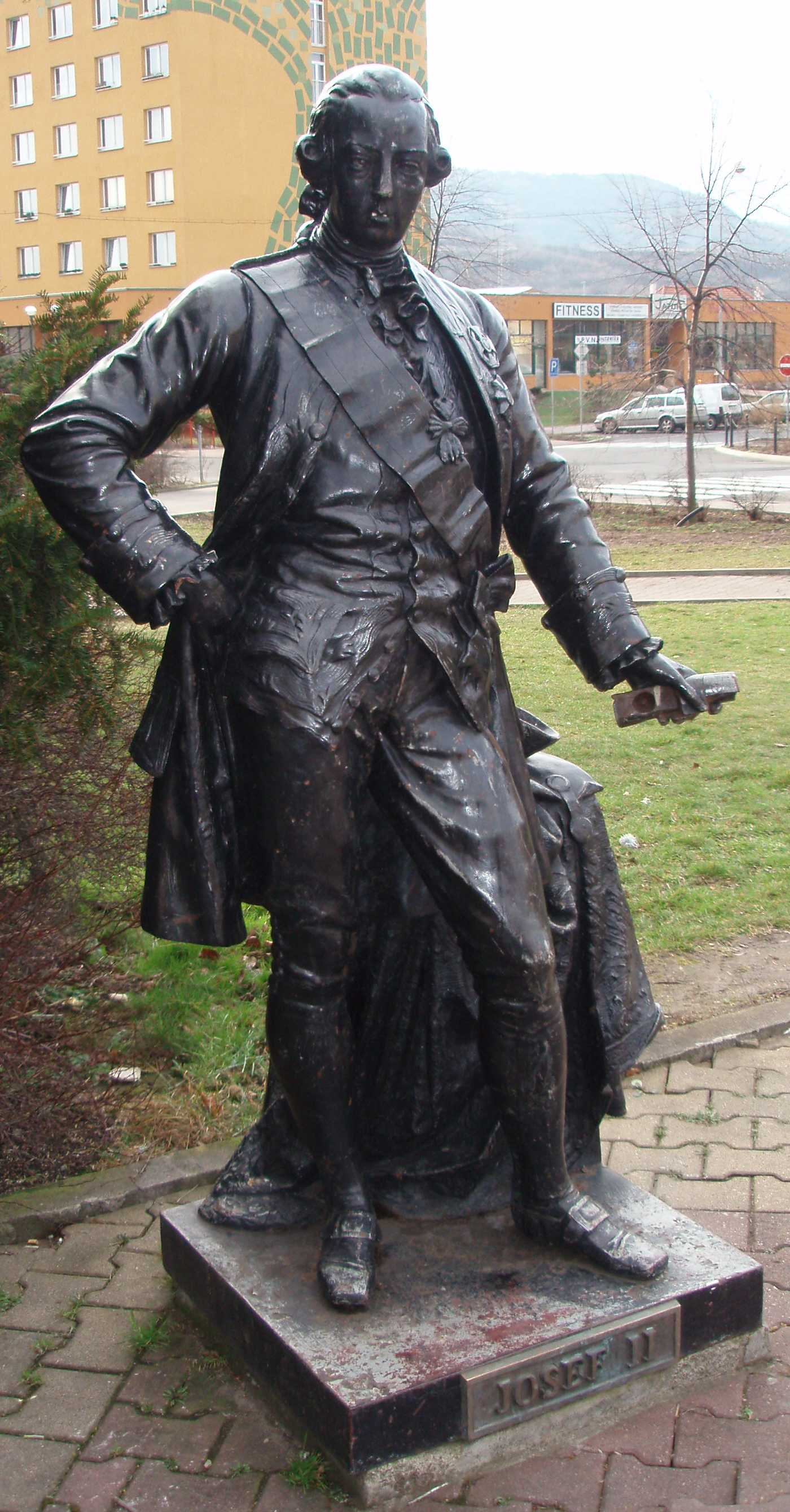
Socha Josefa II.

Místo prošlo novou parkovou úpravou a 1. července 1995 zde byla znovu odhalena socha císaře Josefa II. V letech 2015 a 2016 prošel park kompletní rekonstrukcí a došlo k přejmenování prostoru na Studentské náměstí. Po rekonstrukci byla původní socha Josefa II. nově kolorována a znovu instalována.
Víceúčelový veřejný prostor Studentského náměstí dnes slouží nejen k relaxaci obyvatel města.